# Éva Székelyová
Éva Székelyová (3. dubna 1927 Budapešť – 29. února 2020 Budapešť) byla maďarská plavkyně židovského původu. Na olympijských hrách v Helsinkách roku 1952 získala zlatou medaili v závodě na 200 metrů prsa, přičemž zvítězila v novém olympijském rekordu. Za čtyři roky na hrách v Melbourne vybojovala ve stejné disciplíně stříbro. Jejím nejlepším umístěním na světovém šampionátu bylo druhé místo v roce 1947. Během své závodní kariéry vytvořila šest světových rekordů.
Její židovský původ ji zpočátku komplikoval kariéru. V roce 1941 kvůli němu byla vyloučena z plaveckého oddílu, přestože krátce předtím vytvořila národní rekord, ve svých pouhých čtrnácti letech. V zimě 1944 těsně unikla smrti, zachránila ji pověst vynikající plavkyně. Její otec přemluvil člena maďarské fašistické Strany Šípových křížů, aby ji nenahnal k řece, kde němečtí nacisté záhy zabili 20 tisíc Židů, a to slovy: ‚Pusťte ji, je to mistryně Maďarska v plavání a jednoho dne budete rádi, že jste jí zachránili život‘. Na konci druhé světové války nicméně žila ve strašlivých podmínkách se 41 lidmi v přeplněném dvoupokojovém bytě v Budapešti. Aby se udržela ve formě, každý den v té době vyběhla stokrát nahoru a dolů pět pater schodů. Na konci války se také seznámila se svým budoucím manželem, později slavným vodním pólistou a trojnásobným olympijským vítězem Dezső Gyarmatim. Jejich dcera Andrea Gyarmatiová, narozená v roce 1954, se stala rovněž plavkyní a vyhrála dvě medaile na olympijských hrách v Mnichově roku 1972. Po rozdrcení maďarské revoluce sovětskou invazí v roce 1956, uprchli Székelyová i Gyarmati společně do Spojených států, ale nezůstali tam a vrátili se, zejména proto, aby Éva mohla pečovat o umírající rodiče. Od té doby maďarské úřady nechtěly dovolit, aby oba manželé současně vycestovali ze země. Zásadní komplikací to bylo před olympijskými hrami v Římě roku 1960, jichž se chtěli oba zúčastnit. Nakonec se obětovala Éva, na hry nejela a ukončila závodní kariéru. Poté pracovala jako lékárnice a trenérka plavání, mimo jiné trénovala svou úspěšnou dceru.
V roce 1976 byla uvedena do Mezinárodní plavecké síně slávy. Roku 1981 byla uvedena i do Mezinárodní židovské sportovní síně slávy. Ve stejném roce vydala knihu vzpomínek Plakat smí jen vítěz! (Sírni csak a gyöztesnek szabad!), která vyšla i česky v roce 1985 v nakladatelství Mladá fronta. Vydala poté ještě dvě další knihy.